# منطقه کوکوپو
منطقه کوکوپو یکی از منطقه های استان بریتانیای نو شرقی واقع در کشور پاپوآ گینه نو می باشد. مرکز این منطقه کوکوپو است. این منطقه خود از ۴ فرمانداری محلی تشکیل می گردد که هر فرمانداری به منظور سهولت در امر آمارگیری خود به چند بخش تقسیم می شود.

## تقسیمات
این منطقه دارای ۴ فرمانداری محلی است که اسامی آن ها به شرح زیر است:
- فرمانداری محلی روستایی بیتاپاکا
- فرمانداری محلی روستایی دوک یورک
- فرمانداری محلی شهری کوکوپو-وونامامی
- فرمانداری محلی روستایی رالوآنا